# Adolphe d'Houdetot
César François Adolphe d'Houdetot (El Havre, 31 de agosto de 1799-ibídem, 30 de julio de 1869) fue un escritor francés, autor de varios libros sobre caza.

## Biografía
Hijo del general César Louis d'Houdetot, accedió a la administración bajo el reinado de Luis Felipe I de Francia y se convirtió en recolector de la administración financiera de su ciudad natal. En 1848, preparó las medidas de embargue para un viaje por mar del Rey y la Reina, que después serían el objeto del libro Honfleur et le Havre, huit jours d'une royale infortune, publicado en 1850.
Sus libros siguen siendo reeditados y publicados a día de hoy. La última edición de su Chasseur rustique, ilustrada por Horace Vernet, salió a las librerías en el año 2000.
También ayudó a Charles de Livry en la composición de la comédie-vaudeville Le Coup de pistolet, estrenada en el Théâtre des Variétés el 17 de marzo de 1828.

## Obras
| - 1828: Le Coup de pistolet, comédie-vaudeville en un acto, con Charles de Livry - 1844: Types militaires français - 1844: Le Tir au pistolet, causeries théoriques - 1850: Honfleur et le Havre, huit jours d'une royale infortune - 1852: Système-Fontenau pour les armes à percussion. Notice historique sur l'origine et les progrès de cette découverte, con Eugène Talbot - 1852: Le Chasseur rustique contenant la théorie des armes, du tir et de la chasse au chien d'arrêt, en plaine, au bois, au marais, sur les bancs - 1853: Dix épines pour une fleur, petites pensées d'un chasseur à l'affût | - 1855: La petite vénerie ou La chasse au chien courant, con ilustraciones de Horace Vernet. Reimpreso en 2000 por Altaïr - 1855: Chasses exceptionnelles, galerie des chasseurs illustres - 1857: Le Tir au fusil de chasse, à la carabine et au pistolet, petit traité des armes à l'usage des chasseurs - 1858: Braconnage et contre-braconnage. Reimpreso en 1962 por Visaphone - 1859: Les Femmes chasseresses - 1862: Nouveau porte-amarre - 1864: Canon porte-amarres à rayure-fente |